# Petru Țurcaș
Petru Țurcaș (n. 16 mai 1976) este un fost fotbalist român legitimat la echipa ACS Recaș.